# Пепелява акула
Пепелява акула (Heptranchias perlo) е вид хрущялна риба от семейство Hexanchidae, единствен представител на род Heptranchias. Видът е почти застрашен от изчезване.

## Разпространение
Разпространен е в Австралия, Алжир, Ангола, Аржентина, Бенин, Бразилия, Габон, Гамбия, Гана, Гвинея, Гвинея-Бисау, Гърция, Египет, Екваториална Гвинея, Западна Сахара, Индия, Индонезия, Испания, Италия, Камерун, Китай, Република Конго, Кот д'Ивоар, Либерия, Либия, Мавритания, Мароко, Мексико (Веракрус, Кампече, Кинтана Ро, Табаско, Тамаулипас и Юкатан), Мозамбик, Нигерия, Нова Зеландия, САЩ (Алабама, Луизиана, Мисисипи, Тексас и Флорида), Сейшели (Алдабра), Сенегал, Сиера Леоне, Того, Тунис, Турция, Франция, Чили, Южна Африка и Япония.